# (4318) Baťa
(4318) Baťa ist ein Asteroid des äußeren Hauptgürtels, der am 21. Februar 1980 von der tschechischen Astronomin Zdeňka Vávrová vom Kleť-Observatorium (IAU-Code 688) aus entdeckt wurde.
Der Asteroid wurde nach dem tschechischen Unternehmer Tomáš Baťa (1876–1932) benannt.